# San Marco Equatorial Range
Kosmodrom San Marco Equatorial Range (kód SM) byl plovoucí kosmodrom Itálie u  břehů Afriky. Sloužil v letech 1966 až 1988 pro vypouštění menších raket.

## Volba místa
Itálie se rozhodla problém vypouštění svých družic řešit stavbou netradičního, mobilního kosmodromu. Stavbě v Evropě bránilo příliš husté osídlení v místech uvažovaného střeleckého sektoru, kam dopadají první stupně raketových nosičů. Itálie zvolila dvě ukotvené plošiny (obdoba ropných) na hladině zálivu Formósa v mezinárodních vodách poblíž Keni v Africe, téměř na rovníku. Střelecký sektor mířil nad Indický oceán.

## Podrobnosti
Větší z plošin pojmenovaná San Marco byla obdélníkového tvaru 100x30 metrů. Ukotvená ke dnu byla 20 pneumatickými kesony v hloubce cca 20 metrů. Na plošině byly dílny, zkušebny a rampa. Menší samostatná plošina označená jako Santa Rica byla od hlavní vzdálená několik set metrů. Měla tvar rovnostranného trojúhelníka 30 × 30 × 30 metrů, na ní bylo zbudováno řídicí středisko a také ubytovna s kapacitou 80 osob. Obě plošiny byly propojeny kabely. Součástí kosmodromu byl na pevnině u mysu Ngomeni dislokovaný pracovní tábor a zásobovací středisko. Provozovatelem areálu bylo italské středisko kosmického výzkumu Centro Ricerche Aerospaziali (CRA) při římské univerzitě Univerzita La Sapienza. Projektové práce byly zahájeny roku 1962.

## Souřadnice
- Zeměpisná šířka 2°56' j.š
- Zeměpisná délka 42°13' v.d.

## Využití
První kosmický start se z této základny uskutečnil o pět let později, v roce 1967. Celkem zde vzlétlo 9 amerických raketových nosičů typu Scout, poslední v roce 1988. Tyto nosiče vynesly do vesmíru družice různých států.

## Ukončení činnosti
Koncem 80. let se Itálie rozhodla využívat kosmodrom Centre Spatial Guyanais v Francouzské Guyaně. Existovaly ovšem nerealizované úvahy o novém využití pro malé italské nosiče typu Vega. V roce 1988 byla základna zrušena.